# Cupid's Head
Cupid's Head è il quarto album in studio del musicista svedese The Field, pubblicato il 30 settembre 2013.

## Tracce
1. They Won't See Me – 8:59
2. Black Sea – 11:35
3. Cupid's Head – 6:32
4. A Guided Tour – 8:14
5. No. No... – 9:00
6. 20 Seconds of Affection – 9:39